# Бочков, Сергей Константинович
Сергей Константинович Бочков (25 июня 1949 — 9 августа 2004) — советский спортсмен.

## Биография
Карьеру спортсмена по прыжкам с трамплина на лыжах, начал в СССР г. Москва на Ленинских Горах.
В 11 лет пришел на трамплин к тренеру А.Гукову в последующие годы его тренерами были Б.Шанаев, Б.Николаев.
Выступал за армейский клуб (ЦСКА).

## Достижения
- 1967 — На юношеском чемпионате СССР, Второе место.
- 1969 — На чемпионате среди юниоров СССР, Второе место.
- 1970 — Попал в шестерку сильнейших Планица (Югославия), международный турнир.
- 29.02.1972 — Четвёртое место чемпионат СССР в Бакуриани.
- 29.09.1972 — Первое место всесоюзные соревнования по прыжкам с трамплина на лыжах с искусственным покрытием Алма-Ата.
- 03.01.1973 — Первое место третьего этапа в Инсбруке «Турне четырех трамплинов».
- 06.01.1973 — Третье место в Бишофсхофене (Австрия) «Турне четырёх трамплинов».
- 04.02.1973 — Первое место чемпионат СССР в Бакуриани.
- 24.02.1973 — Шестое место в Фалуне Швеция.
- 16.09.1975 — Бронза Летнее первенство по прыжкам с трамплина на лыжах Алма-Ата.